# Gardské hory

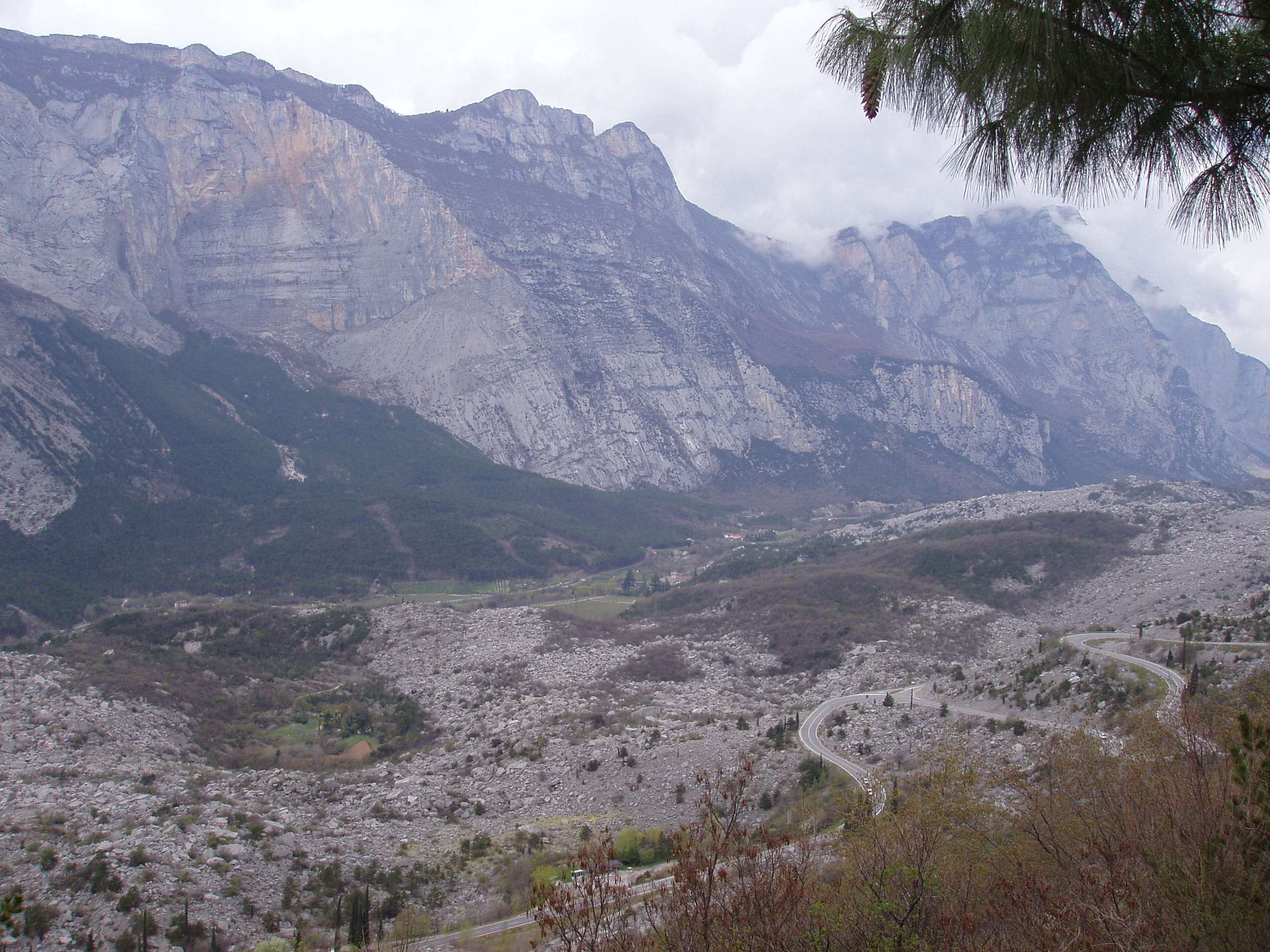
Monte Brento, oblast Arco

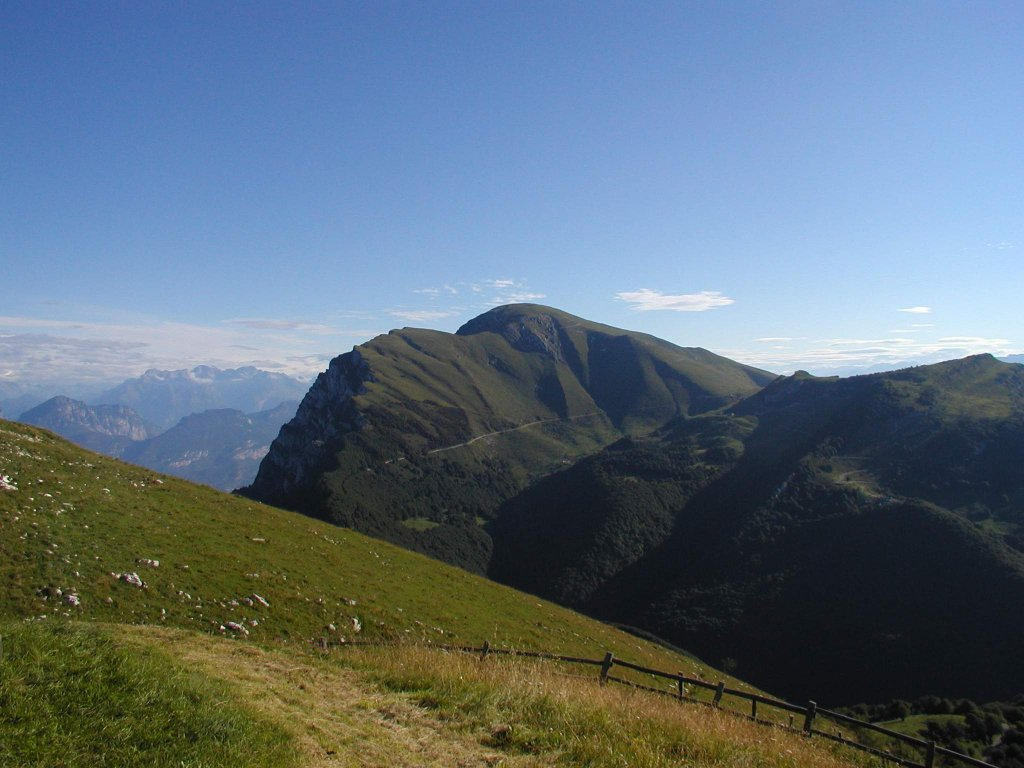
Masiv Monte Baldo

Gardské hory jsou pohoří nacházející se v blízkosti jezera Lago di Garda v severní Itálii. Plocha pohoří je 2 400 km² a nejvyšším vrcholem je Monte Cadria (2 254 m) nacházející se v západní části hor. Oblast hor je velmi bohatá na floru a květenu, za což vděčí především teplému klimatu a vápencovému podloží.

## Poloha
Na východě pohoří tvoří hranici údolí řeky Adige, na západě je masiv Gardských hor oddělen od sousedního, zaledněného pohoří Adamello-Presanella tokem řeky Chiese. Dolina Sarca vytváří ohraničení na severu horstva, kde jej dělí od divoce rozeklaného hřbetu Dolomiti di Brenta.

## Geologie
Hlavními stavebními prvky pohoří jsou vápenec a dolomit a tak se masiv geologicky řadí do Jižních vápencových Alp.

## Geografie
Masiv Gardských hor představuje nejednotný labyrint samostatných skupin a celků hor. Hory nejsou nijak vysoké, přesto zde vznikají velká převýšení mezi údolím a vrcholy. Někdy je tento rozdíl větší než 2000 metrů, jako například v případě kompaktního 60 km dlouhého hřebene Monte Baldo, rozkládajícího se na východním břehu jezera. Nejvyšší masiv pohoří, skupina Cadria se nachází 15 km severozápadně od Gardského jezera. Při západním břehu se vypínají mnohem nižší, ovšem ostře formované a strmými stěnami spadající hory přírodního parku Parco Alto Garda Bresciano.
Gardské hory však nejsou jen jezero Lago di Garda. Severozápadně odsud leží pod vrcholem Cima Pari (1991 m) jezero Lago di Ledro a zhruba 10 km severně od letoviska Riva del Garda nalezneme menší jezero Lago di Tenno.

### Členění
Hory se dělí na několik základních skupin:
- Brescianské Alpy (Monte Caplone, 1976 m)
- Cadria (Monte Cadria, 2254 m)
- Monte Baldo (Cima Valdritta, 2215 m)
- Alpi di Ledro (Corno della Marogna, 1954 m)
- Monte Stivo (Monte Stivo, 2059 m)
- Gavardina (Monte Altissimo, 2129 m)
- Casale (Monte Misone, 1803 m)

### Vrcholy
- Monte Cadria (2254 m)
- Cima Valdritta (2218 m)
- Punto Telegrafo (2200 m)
- Monte Bondone (2180 m)
- Cornetto (2179 m)
- Cima delle Pozzette (2179 m)
- Monte Altissimo (2129 m)
- Monte Baldo (2079 m)
- Monte Stivo (2059 m)
- Corna Blacca (2006 m)
- Monte Caplone (1976 m)
- Monte Tremalzo (1974 m)
- Bocca di Navene (1783 m)
- Monte Casale (1632 m)
- Pilcante (1607 m)
- Monte Bondone (1537 m)

## Turismus
Vzhledem k blízkému Gardskému jezeru je pohoří velmi navštěvované. Velmi hustá je síť značených turistických cest, které propojují jednotlivé horské chaty a doliny. V horách jsou velkým lákadlem zajištěné cesty, kterých je tu mnoho a v různých stupních obtížnosti. 

Jedny z nejznámějších cest jsou:
- Rino Pisetta (Monte Garzole, (obt. E/F)
- Via dell´Amicizia (Cima SAT, obt.C/D)
- Ferrata Monte Albano (Monte Albano, obt. E/F)

## Externí odkazy

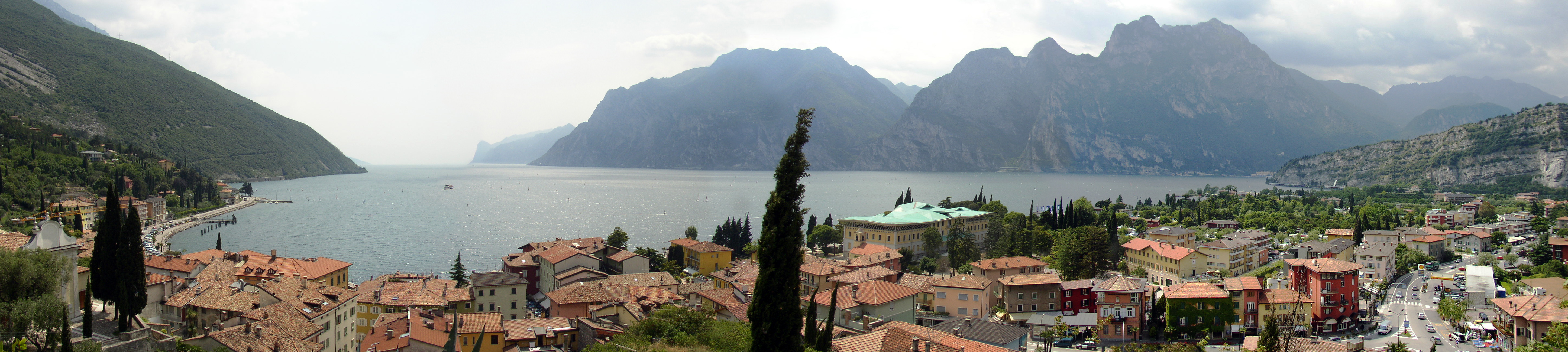
Panorama od města Torbole